# Eulepidotis merricki
Eulepidotis merricki là một loài bướm đêm trong họ Erebidae.